# Larissa Oliveira
Larissa Oliveira (Juiz de Fora, 1993. február 16. –) brazil úszó. A 4×50 m vegyes váltóban Etiene Medeiros, Felipe França Silva és Nicholas Santos társaságában világrekordot ért el a 2014-es rövid pályás úszó-világbajnokságon.